# Amsterdam Crusaders 1999
Questa voce raccoglie le informazioni riguardanti gli Amsterdam Crusaders nella stagione 1999.

## Euro Cup

### Stagione regolare
| 2 maggio 1999 2ª giornata | London O's | 37 – 0 | Amsterdam Crusaders |  |

| 22 maggio 1999 5ª giornata | Amsterdam Crusaders | 2 – 26 | London O's |  |

## Statistiche di squadra
| Competizione           | %Vittorie | In casa | In casa | In casa | In casa | In casa | In casa | In trasferta | In trasferta | In trasferta | In trasferta | In trasferta | In trasferta | Totale | Totale | Totale | Totale | Totale | Totale |
| Competizione           | %Vittorie | G       | V       | N       | P       | Pf      | Ps      | G            | V            | N            | P            | Pf           | Ps           | G      | V      | N      | P      | Pf     | Ps     |
| ---------------------- | --------- | ------- | ------- | ------- | ------- | ------- | ------- | ------------ | ------------ | ------------ | ------------ | ------------ | ------------ | ------ | ------ | ------ | ------ | ------ | ------ |
| EC - Stagione regolare | .000      | 1       | 0       | 0       | 1       | 2       | 26      | 1            | 0            | 0            | 1            | 0            | 37           | 2      | 0      | 0      | 2      | 2      | 63     |
| Totale                 | .000      | 1       | 0       | 0       | 1       | 2       | 26      | 1            | 0            | 0            | 1            | 0            | 37           | 2      | 0      | 0      | 2      | 2      | 63     |